# Емануил Бенис
Емануѝл Бенѝс (на гръцки: Εμμανουήλ Μπενής) е гръцки революционер, деец на Гръцката въоръжена пропаганда в Македония от началото на XX век.

## Биография
Емануил Бенис е роден в Каликратис, остров Крит, тогава в Османската империя. През март 1906 година преминава границата с 33 души, за да подкрепи четата на Георгиос Катехакис в Негуш. След битката на Катехакис с турска войска в Негуш и разбиването на четата му, Бенис слиза с хората си към Ениджевардарското езеро.
Влиза във въоръжения отряд на Панайотис Пападзанетеас в района на Ениджевардарското езеро, с който извършват нападения над селата Луковища и Пласничево през 1906 година. През август 1906 година Емануил Бенис обособява собствена чета от шест души. В края на август се оттегля.